# Karolinenstraße 12 (Augsburg)

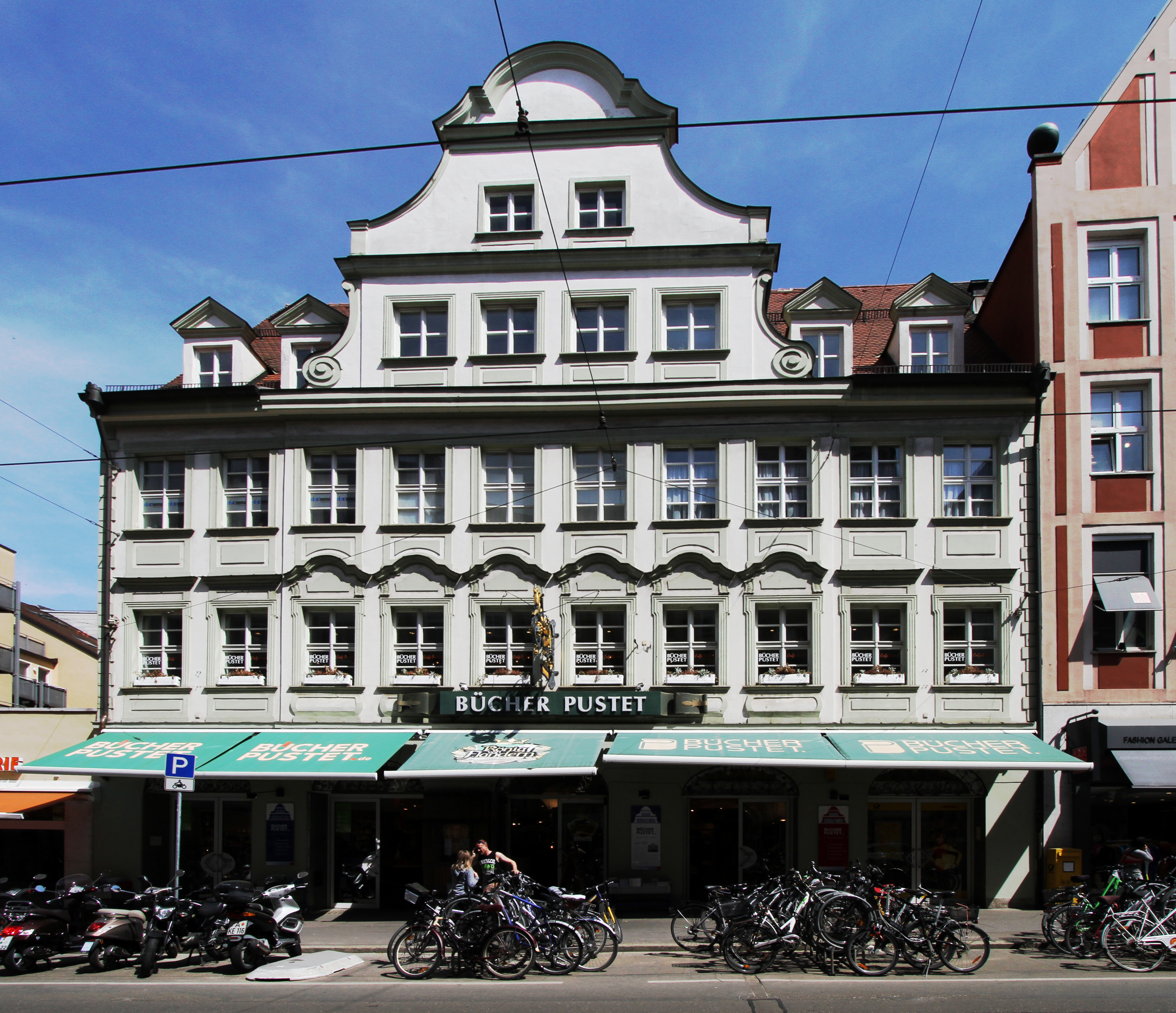
Das Haus Karolinenstraße 12 in Augsburg

Das Bürgerhaus Karolinenstraße 12 auch Baderhaus steht in der Innenstadt von Augsburg. Es ist ein geschütztes Baudenkmal im Stadtbezirk Augsburg-Innenstadt, St. Ulrich–Dom.

## Beschreibung
Das Gebäude ist dreigeschossig mit einem geschweiften Zwerchgiebel. Ein Eingangsgitter trägt die Jahreszahl 1748. Das Innere beherbergt im Erdgeschoss eine toskanische Säulenhalle mit Kreuzgratgewölbe aus dem 17./18. Jahrhundert und ein ausgedehntes Kellergewölbe. 

## Geschichte
An dem Standort lässt sich eine lange Brautradition nachweisen, die bis in das Mittelalter zurückreicht. Das heutige Anwesen stammt im Kern aus dem 16./17. Jahrhundert. Die barocke Fassade kam Mitte des 18. Jahrhunderts hinzu. Bei den Luftangriffen auf Augsburg im Zweiten Weltkrieg brannte das Gebäude 1944 aus, der Zwerchgiebel wurde zerstört. In der Nachkriegszeit erfolgte der Wiederaufbau. Von ca. 1900 bis 1988 betrieb die Kaufmannsfamilie Bader dort einen Kolonial- und Textilladen, nach dem das Haus früher auch als Baderhaus bezeichnet wurde. 1986 erfolgte eine Restauration. In den alten Kellergewölben ist seit 1988 das Gasthaus König von Flandern mit einer Hausbrauerei untergebracht. Die Buchhandlung Pustet, die seit 1988 den größten Teil der Ladenfläche nutzte, soll 2022 aus dem Gebäude ausziehen. Der neue Eigentümer plant eine Neugestaltung der Immobilie.